# Lacinipolia constipata
Lacinipolia constipata là một loài bướm đêm trong họ Noctuidae.